# Wohnhaus Eschstraße 5
Das Wohnhaus Eschstraße 5 an der Nordseite des Kirchplatzes, in der niedersächsischen Samtgemeinde Land Hadeln, Gemeinde Otterndorf, im Landkreis Cuxhaven, stammt aus dem 18. Jahrhundert. Aktuell (2024) wird es als Wohnhaus und gewerblich genutzt.
Das Gebäude steht unter Denkmalschutz (siehe auch Liste der Baudenkmale in Otterndorf).

## Geschichte und Beschreibung
Otterndorf war der Hauptort des Landes Hadeln. Im Jahre 1400 erhielt er von Herzog Erich von Sachsen-Lauenburg das Stadtrecht.
Das zweigeschossige giebelständige Gebäude in Fachwerk mit Steinausfachungen und in Stockwerkbauweise, mit ziegelgedecktem Satteldach wurde 1733 (Inschrift) gebaut. Das Obergeschoss kragt über die profilierten Balkenköpfen aus. Einige historische Fenster sind erhalten. Auch der seitliche eingeschossige Anbau ist ein Fachwerk, dessen oberes Giebeldreieck regionaltypisch senkrecht verbrettert wurde. Die straßenseitige verklinkerte Fassade wurde um 1950 massiv erneuert.
Das Landesdenkmalamt befand u. a.: „… geschichtliche und städtebauliche Bedeutung aufgrund des ortsgeschichtlichen, gebäudetypischen, straßen- und ortsbildprägenden Zeugniswerts …“